# 日本の評論家一覧
日本の評論家一覧（ひょうろんかいちらん）は、主に日本で活動する評論家の五十音順一覧である。
あ行 - か行 - さ行 - た行 - な行 - は行 - ま行 - や行 - ら行 - わ行

## あ行
あ
- アイスマン福留（食文化(アイス評論・コンビニアイス)評論）
- 青木日出雄（航空評論・軍事評論）
- 青木謙知（軍事評論・航空評論）
- 青山菜々（AV評論）
- 青木義明 (競馬評論)
- 赤木一騎 (競馬評論)
- 赤木駿介 (競馬評論)
- 赤見千尋 (競馬評論)
- 浅田次郎 (競馬評論)
- 浅野靖典 (競馬評論)
- 東信二 (競馬評論)
- 阿部幸太郎 (競馬評論)
- 安藤勝己 (競馬評論)
- 安福良直 (競馬評論)
- 赤星憲広（野球評論）
- 有馬晴海（政治評論）
- 阿部進（教育評論）
- 赤木かん子（文芸(児童文学)評論）
- 饗庭孝男（文芸評論）
- 麻倉怜士（オーディオ評論・デジタルメディア評論）
- 数多久遠（軍事評論）
- 赤塚行雄（文芸評論）
- 天瀬裕康（SF評論）
- 荒巻義雄（SF評論）
- 相羽秋夫（演芸評論）
- 青山忠一（演芸評論）
- 秋田實（演芸評論）
- 秋山真志（演芸評論）
- 芦川淳平（演芸評論）
- 安藤鶴夫（演芸評論）
- 饗庭篁村（演劇評論）
- 秋山安三郎（演劇評論）
- 渥美清太郎（演劇評論）
- 天野道映（演劇評論）
- 相島敏夫（科学評論）
- 会田軍太夫（科学評論）
- 安藤哲也 (評論家)（家庭問題(父親育児)評論）
- 赤坂治績（歌舞伎評論）
- あいはら友子（株式評論）
- 赤木昭夫（技術評論・放送メディア評論）
- 秋元秀雄（経営評論）
- 荒屋明神（経営評論）
- 秋岡栄子（経済評論）
- 浅井隆（経済評論）
- 朝倉慶（経済評論）
- 天谷直弘（経済評論）
- 逢坂ユリ（経済評論）
- 青木武（経済評論）
- 相原伶香（経済評論）
- 朝倉喬司（芸能評論）
- 藍野美穂（競輪評論）
- 阿部道（競輪評論）
- 荒木実（競輪評論）
- 有坂直樹（競輪評論）
- 東京太（競輪評論）
- 天野祐吉（広告評論）
- 芥川麻実子（交通評論）
- 会田肇（自動車評論）
- 安積得也（社会評論）
- 天野恵一（社会評論）
- 阿部静枝（社会評論）
- 青地晨（社会評論）
- 安部司（食文化(食品添加物)評論）
- 赤池洋文（食文化(ラーメン)評論）
- あえば浩明（政治評論）
- 麻生良方（政治評論）
- 荒木和博（政治評論）
- 有馬晴海（政治評論）
- 麻生千晶（テレビ評論）
- 相見香雨（美術評論）
- 青木茂 (美術評論家)（美術評論）
- 青柳恵介（美術評論）
- 青柳瑞穂（美術評論）
- 青山二郎（美術評論）
- 青山民吉（美術評論）
- 青山昌文（美術評論）
- 秋丸知貴（美術評論）
- 浅川巧（美術評論）
- 浅川伯教（美術評論）
- 渥美国泰（美術評論）
- 阿部信雄（美術評論）
- 新井哲夫（美術評論）
- 有川治男（美術評論）
- 粟田大輔（美術評論）
- 粟津則雄（美術評論）
- 淡川康一（美術評論）
- 有馬真喜子（婦人問題・女性問題評論）
- 蘆原英了（舞踏評論）
- 會津信吾（文化批評）
- 荒木博之（文化批評）
- 東浩紀（文芸批評、社会批評・漫画評論）
- 鮎川信夫（文明評論）
- 明石散人（歴史評論）
- 新崎盛暉（歴史評論）
- 荒井千暁（労働評論）
- 青木彰（放送・メディア評論）
- 青木貞伸（放送・メディア評論）
- 天野勝文（放送・メディア評論）
- 亜庭じゅん（漫画評論）
- 会田雄次（論客）
- 葦津珍彦（論客）
- 麻木久仁子（コメンテーター）
- 青木やよひ（音楽評論・女性論評論）
- 秋山ちえ子（時事問題評論）
- 天野礼子（環境問題評論）
- 雨宮栄一 (米文学者)（家庭・家族評論）
- 荒木一郎（マジック評論）

い
- 池内ひろ美（家庭問題(夫婦・家族)評論）
- 石川理夫（温泉評論）
- 石田陽子（恋愛評論）
- 池江泰郎 (競馬評論)
- 池田勇孝 (競馬評論)
- 井崎脩五郎 (競馬評論)
- 石川喬司 (競馬評論・SF評論・ミステリ評論)
- 一岡浩司 (競馬評論)
- 市丸博司 (競馬評論)
- 伊吹雅也 (競馬評論)
- 岩田久美 (競馬評論)
- 岩見隆夫（政治評論）
- 伊藤洋一（経済評論）
- 伊藤政則（音楽(ハードロック・ヘヴィメタル)評論）
- 伊藤竹三（教育評論）
- 五十嵐良雄（教育評論）
- 磯田光一（文芸評論）
- 伊藤整（文芸評論）
- 伊藤典夫（SF評論）
- 石垣純二（医事評論）
- 池田憲章（映像評論）
- 今村太平（映像評論）
- 市川寿憲（演芸評論）
- 今岡謙太郎（演芸評論）
- 今村荘三（演芸評論）
- 井山弘幸（演芸評論）
- 石澤秀二（演劇評論）
- 石割松太郎（演劇評論）
- 井上甚之助（演劇評論）
- 茨木憲（演劇評論）
- 伊原敏郎（演劇評論）
- 巌本善治（演劇評論）
- 岩瀬孝（演劇評論）
- 岩波剛（演劇評論）
- 岩淵達治（演劇評論）
- 石割松太郎（演劇評論・演芸評論）
- 石井徹也（演劇評論・演芸評論）
- 稲田和浩（演劇評論・演芸評論）
- 犬丸治（演劇評論・歌舞伎評論）
- 石原俊 (オーディオ評論家)（オーディオ評論）
- 飯島一孝（外交評論）
- 池崎忠孝（外交評論）
- 伊本貴士（科学評論）
- 泉アキ（家庭問題(嫁姑問題)評論）
- 石田一良（歌舞伎評論）
- 井村俊哉（株式評論）
- 池田清彦（環境問題評論・思想評論）
- 石井宏子 (評論家)（観光業や温泉評論）
- 井上赳夫（技術評論）
- 池崎忠孝（軍事評論）
- 石丸藤太（軍事評論）
- 井上和彦 (ジャーナリスト)（軍事評論）
- 岩島久夫（軍事評論）
- 印度洋一郎（軍事評論）
- 飯柴智亮（軍事評論）
- 伊藤肇（経営評論）
- 池田信夫（経済評論）
- 石黒憲彦（経済評論）
- 石山四郎（経済評論）
- 泉田良輔（経済評論）
- 板倉雄一郎（経済評論）
- 市川眞一（経済評論）
- 一柳良雄（経済評論）
- 岩堀安三（経済評論）
- 今澄勇（経済評論）
- 池上彰（経済評論）
- 池田健三郎（経済評論）
- 井上隆一郎（経済評論・外交評論）
- 飯島誠 (自転車選手)（競輪評論）
- 飯塚朋子（競輪評論）
- 伊集院静（競輪評論）
- 市田佳寿浩（競輪評論）
- 伊藤克信（競輪評論）
- 伊藤勝也（競輪評論）
- 伊藤公人（競輪評論）
- 伊藤繁（競輪評論）
- 伊藤豊明（競輪評論）
- 井上和巳（競輪評論）
- 井上茂徳（競輪評論）
- 今井亮一（交通評論）
- 一条さゆり (2代目)（国際問題評論・中国評論）
- 岩村三千夫（国際問題評論・中国評論・歴史評論）
- 五百籏頭眞（国際問題評論）
- 岩永文夫（時事評論）
- 飯坂良明（思想評論）
- 井崎正敏（思想評論）
- 飯田裕子（自動車評論）
- 五十嵐平達（自動車評論）
- 碇義朗（自動車評論）
- 池田直渡（自動車評論）
- 石川真禧照（自動車評論）
- 石川雄一（自動車評論）
- 伊藤梓（自動車評論）
- 伊東和彦（自動車評論）
- 今井優杏（自動車評論）
- 今宮純（自動車評論）
- 岩貞るみこ（自動車評論）
- ボンバー池田（自動車評論）
- テリー伊藤（自動車評論）
- 石田衣良（社会評論）
- 今福栄（将棋評論）
- 磯山さやか（スポーツ(野球)評論）
- 石川顯（スポーツ評論）
- 池田雅雄（相撲評論）
- 石橋省三（相撲評論）
- 飯島清（政治評論）
- 泉宏（政治評論）
- 板垣英憲（政治評論）
- 伊藤惇夫（政治評論）
- 伊藤哲夫 (政治活動家)（政治評論）
- 伊藤昌哉（政治評論）
- 岩田温 (政治学者)（政治評論）
- 岩淵辰雄（政治評論）
- 岩本勲（政治評論）
- 伊藤貫（政治評論・外交評論）
- 石渡幸二（船舶の評論）
- 井上宏（テレビ評論）
- 石井柏亭（美術評論）
- 石黒敦彦（美術評論）
- 石崎浩一郎（美術評論）
- 石丸重治（美術評論）
- 泉甲二（美術評論）
- 板垣鷹穂（美術評論）
- 一氏義良（美術評論）
- 井手則雄（美術評論）
- 井出洋一郎（美術評論）
- 伊東順二（美術評論）
- 伊藤俊治（美術評論）
- 伊藤誠 (美術評論家)（美術評論）
- 乾由明（美術評論）
- 井上章一（美術評論）
- 今泉篤男（美術評論）
- 巖谷國士（美術評論）
- 岩阪恵子（美術評論）
- 岩崎かおり（美術評論）
- 岩崎吉一（美術評論）
- 岩村透（美術評論）
- 石子順造（美術評論・漫画評論）
- 市田ひろみ（服飾評論）
- 伊藤紫朗（服飾評論）
- 市川雅（舞踏評論）
- 板坂剛（プロレス評論）
- いその・えいたろう（文化批評）
- 石岡良治（文化評論、文化批評）
- 稲垣武（放送・メディア評論）
- 飯田耕一郎（漫画評論）
- いしかわじゅん（漫画評論）
- 石子順（漫画評論）
- 石田汗太（漫画評論）
- 伊藤逸平（漫画評論）
- 伊藤剛 (評論家)（漫画評論）
- 稲垣高広（漫画評論）
- 岩田次夫（漫画評論）
- 石神秀幸（ラーメン評論）
- 井沢元彦（歴史評論）
- 泉秀樹（歴史評論）
- 稲垣史生（歴史評論）
- 犬飼和雄（歴史評論）
- 岩間弘 (評論家)（歴史評論）
- 井上宗和（ワイン評論）
- 石坂啓（コメンテーター）
- 伊藤知巳（写真評論）
- いいだもも（社会批評・文化批評）
- 石垣綾子（女性問題評論）
- 石川好（時事評論）
- 石堂淑朗（映画評論・論客）
- 板坂元（文芸評論・文化評論）

う
- うま吉 (競馬評論）
- 梅崎晴光 (競馬評論）
- 上杉千年（歴史評論・政治評論）
- 内田忠男（国際問題・国際経済評論）
- 内橋克人（経済評論）
- 生方幸夫（経済評論）
- 植草甚一（文化批評、映画評論）
- 宇野功芳（音楽評論）
- 鵜戸口哲尚（時事批評、文芸評論）
- 上野正彦（医事評論）
- 内田洋一（演劇評論）
- 梅本洋一 (映画評論家)（演劇評論）
- 潮匡人（外交評論）
- 上田敏晶（経営評論）
- 上野明（経済評論）
- 内橋克人（経済評論）
- 江上剛（経済評論）
- 江坂彰（経済評論）
- 内田俊宏（経済評論）
- 海野恒男（経済評論）
- 植草一秀（経済評論）
- 内林久徳（競輪評論）
- 生内玲子（交通評論）
- 宇井美智子（コメンテーター）
- 宇佐美典也（コメンテーター・制度アナリスト）
- 上野昻志（時事・文芸・映画評論）
- 宇並哲也（自動車評論）
- 生方聡（自動車評論）
- 梅原正紀（宗教評論）
- 内田健三（政治評論）
- 海原峻（政治評論）
- 梅原淳（鉄道評論）
- 宇野常寛（テレビ評論）
- 碓井広義（テレビ評論・文化批評、メディア評論）
- 上田高弘（美術評論）
- 植村鷹千代（美術評論）
- 宇賀田達雄（美術評論）
- 宇佐見英治（美術評論）
- 牛山充（美術評論・舞踏評論）
- 薄井憲二（舞踏評論）
- 上野俊哉（文化批評、文化・メディア・アニメ評論）
- 魚住折蘆（文芸評論）
- 牛島秀彦（文芸評論）
- 宇田川悟（料理評論）

え
- 江畑謙介（軍事評論）
- 榎本正男 (競馬評論）
- 江藤淳（文芸評論・政治評論・歴史評論・文明評論）
- 海老原豊（SF評論）
- 江藤文夫（映像評論・思想評論・文化評論・映画評論）
- 永六輔（演芸評論）
- 江國滋（演芸評論）
- 榎本滋民（演芸評論）
- 遠藤慎吾（演劇評論）
- 江川三郎（オーディオ評論）
- 江藤巌（軍事評論・航空評論）
- 恵比寿半蔵（広告評論）
- 遠藤徹 (自動車ジャーナリスト)（自動車評論）
- 遠藤周作（宗教評論）
- 江上照彦（放送・メディア評論）
- 円堂都司昭（ミステリ評論）
- はんつ遠藤（ラーメン評論）
- 江上照彦（歴史評論）

お
- 大川慶次郎 (競馬評論）
- 大崎昭一 (競馬評論）
- 大月隆寛 (競馬評論）
- 大坪元雄 (競馬評論）
- 岡部幸雄 (競馬評論）
- 奥村俊一 (競馬評論）
- 小畑正雄 (競馬評論）
- 沖直美（イケメン評論）
- 大野出（おみくじ評論）
- 岡田斗司夫（おたく評論）
- 岡崎久彦（外交評論・政治評論）
- 小川和久（軍事評論）
- 岡部いさく（軍事評論）
- 荻原博子（経済評論）
- 奥村宏（経済評論）
- 大橋巨泉（音楽(ジャズ)評論・競馬評論・政治評論・経済評論・外交評論・時事評論・社会評論）
- 大森庸雄（音楽(ロック)評論）
- 岡村詩野（音楽評論）
- 荻昌弘（映画評論・オーディオ評論・旅行評論）
- おすぎ（映画評論）
- おおたとしまさ（教育評論）
- 親野智可等（教育評論）
- 尾木直樹（教育評論）
- 大澤信亮（文芸評論）
- 大塚英志（文芸評論・サブカルチャー評論）
- 大森望 (文芸評論)
- 大笹吉雄（演劇評論）
- 大平和登（演劇評論）
- 小山内薫（演劇評論、文化批評）
- 桶谷繁雄（科学評論・社会評論）
- 呉善花（国際問題(韓国)評論家）
- 大宅映子（コメンテーター・論客）
- 大熊信行（文芸評論）
- 岡庭昇（文芸評論・メディア評論）
- 荻上チキ（メディア評論）
- 大羽綾子 (婦人問題評論）
- 大野万紀（SF評論）
- 岡和田晃（SF評論）
- 大渡順二（医事評論）
- 小川龍（医事評論）
- 大西信行（演芸評論）
- 岡田則夫（演芸評論）
- 岡本和明（演芸評論）
- 興津要（演芸評論）
- 小沢昭一（演芸評論）
- 織田正吉（演芸評論）
- 恩田雅和（演芸評論）
- 小佐田定雄（演芸評論）
- 大木豊（演劇評論）
- 大笹吉雄（演劇評論）
- 鴻英良（演劇評論）
- 大西利夫（演劇評論）
- 大橋恭彦（演劇評論）
- 大山功（演劇評論）
- 岡栄一郎（演劇評論）
- 岡鬼太郎（演劇評論）
- 岡村柿紅（演劇評論）
- 岡安辰雄（演劇評論）
- 尾崎宏次（演劇評論）
- 小田島雄志（演劇評論）
- 落合清彦（演劇評論）
- 小野幸恵（演劇評論・芸能評論・演芸評論）
- 折原一也（オーディオ評論）
- 大原利雄（温泉評論）
- 尾形昭二（外交評論）
- 岡本行夫（外交評論）
- 折原脩三（家庭問題(老いの問題)評論）
- 大岩川源太（株式評論）
- 大小田八尋（軍事評論）
- 大場弥平（軍事評論）
- 小山内宏（軍事評論）
- 織田邦男（軍事評論）
- 大橋武夫（経営評論）
- 長田貴仁（経営評論）
- 大泉啓一郎（経済評論）
- 大島堅造（経済評論）
- 大島貞益（経済評論）
- 大竹愼一（経済評論）
- 大野誠治（経済評論）
- 大橋薫 (経済評論家)（経済評論）
- 岡田晃 (経済評論家)（経済評論）
- 大前研一（経済評論）
- 大来佐武郎（経済評論）
- 大田弘子（経済評論）
- 小汀利得（経済評論・政治評論・経済評論・外交評論・時事評論・社会評論）
- 鬼沢慶一（芸能評論）
- 尾池孝介（競輪評論）
- 岡崎優美（競輪評論）
- 緒方浩一（競輪評論）
- 岡本新吾（競輪評論）
- 大谷内一夫（航空評論）
- 岡田芳郎（広告評論）
- 岡並木（交通評論）
- 大谷晃一（時事評論）
- 太田昌国（思想評論）
- 折原脩三（思想評論）
- 大川悠（自動車評論）
- 大久保力（自動車評論）
- 太田哲也（自動車評論）
- 大谷達也（自動車評論）
- 大矢アキオ（自動車評論）
- 岡崎五朗（自動車評論）
- 岡崎宏司（自動車評論）
- 岡本幸一郎（自動車評論）
- 小沢コージ（自動車評論）
- 折口透（自動車評論）
- 大野明男（社会評論）
- 大宅壮一（社会評論）
- 大角修（宗教(仏教)評論）
- 岡本かの子（宗教(仏教)評論）
- 大山即席斎（食文化(即席めん)評論）
- 大西久光（スポーツ(ゴルフ)評論）
- 大井廣介（スポーツ(野球)評論）
- 大錦卯一郎（相撲評論）
- 大前正臣（政治評論）
- 太田述正（政治評論・外交評論・時事評論・社会評論）
- 小沢遼子（政治評論・社会評論）
- 小沼純一（美術・舞踏ほか評論、文化批評）
- 大岩雄典（美術評論）
- 大岡信（美術評論）
- 大久保喬樹（美術評論）
- 大久保泰（美術評論）
- 大河内信威（美術評論）
- 大島清次（美術評論）
- 大竹誠（美術評論）
- 太田泰人（美術評論）
- 大野左紀子（美術評論）
- 大野雑草子（美術評論）
- 大曲駒村（美術評論）
- 大村西崖（美術評論）
- 大矢鞆音（美術評論）
- 岡倉天心（美術評論）
- 岡崎乾二郎（美術評論）
- 岡田隆彦（美術評論）
- 岡田智博（美術評論）
- 岡田譲（美術評論）
- 岡部あおみ（美術評論）
- 岡部昌幸（美術評論）
- 岡村多佳夫（美術評論）
- 小川正隆（美術評論）
- 奥岡茂雄（美術評論）
- 奥田誠一（美術評論）
- 奥平英雄（美術評論）
- 小倉正史（美術評論）
- 小倉忠夫（美術評論）
- 小沢健志（美術評論）
- 小田原のどか（美術評論）
- 小野蕪子（美術評論）
- 遠地輝武（美術評論）
- 五十殿利治（美術評論）
- 大島幸治（美術評論・思想評論・社会評論・文化評論）
- 大内順子（服飾評論）
- 落合正勝（服飾評論）
- 大浜英子（婦人問題・家族制度問題評論）
- 小倉重夫（舞踏評論）
- 小佐野景浩（プロレス評論）
- 大室幹雄（文化批評・文明評論）
- 小浜逸郎（文芸・家族論・ジェンダー論・教育ほか評論、社会批評）
- 大内明日香（放送・メディア評論）
- 岡本美津子（放送・メディア評論）
- 落合正和（放送・メディア評論）
- 大塚英志（漫画評論）
- 大西祥平 (ライター)（漫画評論）
- 小田切博（漫画評論）
- 小野耕世（漫画評論）
- 大崎裕史（ラーメン評論）
- 小野員裕（ラーメン評論）
- 小倉エージ（料理評論・音楽評論）
- 大内美予子（歴史評論）
- 尾崎秀樹（歴史評論）
- 落合莞爾（歴史評論）
- 小和田哲男（歴史評論）
- 落合英一（労働評論）

## か行
か
- 加瀬英明（外交評論）
- ガチャポンおまつ（ガシャポン評論）
- 加藤秀俊（思想評論・社会評論・文化批評・社会評論）
- 金子哲雄（経済評論・流通評論）
- 柏木集保 (競馬評論）
- 加戸敏 (競馬評論）
- 門口博光 (競馬評論）
- 亀谷敬正 (競馬評論）
- 亀和田武 (競馬評論）
- 上坂冬子 (婦人問題評論）
- 唐沢俊一（カルト物件評論）
- 川勝正幸（サブカルチャー評論）
- 笠井潔（SF評論・ミステリ評論）
- 亀井眞樹（医事評論）
- 川上武（医事評論）
- 金子遊（映画評論、文化批評）
- 川戸貞吉（演芸評論）
- 桂文我 (4代目)（演芸評論）
- 加太こうじ（演芸評論・文化批評）
- 加藤衛（演劇評論）
- 金沢康隆（演劇評論）
- 河内厚郎（演劇評論）
- 河上英一（演劇評論）
- 川崎賢子（演劇評論）
- 廓正子（演劇評論・演芸評論）
- 菅孝行（演劇評論・思想評論）
- 川口賢哉（演劇評論・舞踏評論）
- 賀来弓月（外交評論）
- 加瀬俊一 (1925年入省)（外交評論）
- 河合蘭（家庭問題(出産)評論）
- 上村以和於（歌舞伎評論）
- 加賀山直三（歌舞伎評論）
- 唐津一（技術評論）
- 神浦元彰（軍事評論）
- 海原治（軍事評論）
- 片山修 (ジャーナリスト)（経営評論）
- 金児昭（経営評論）
- 梶原英之（経済評論）
- 片桐幸雄（経済評論）
- 加谷珪一（経済評論）
- 勝間和代（経済評論）
- 加藤寛 (経済学者)（経済評論）
- 門倉貴史（経済評論）
- 金森久雄（経済評論）
- 亀岡大郎（経済評論）
- 川口一晃（経済評論）
- 叶芳和（経済評論）
- 海江田万里（経済評論）
- 影山裕子（経済評論・社会評論）
- 加東康一（芸能評論）
- 加藤慎平（競輪評論）
- 河辺浩市（競輪評論）
- 鍛治壮一（航空評論）
- 甲斐静馬（国際問題・中東評論・経済評論）
- 勝谷誠彦（コメンテーター）
- 梶谷善久（時事評論）
- 片岡鉄哉（時事評論）
- 金子筑水（思想評論）
- 金塚貞文（思想評論）
- 神山睦美（思想評論）
- 加藤一夫（思想評論）
- 金森修（思想評論）
- 亀井勝一郎（思想評論・宗教評論・文明評論）
- 片岡啓治（思想評論・文化批評）
- 加藤哲也（自動車評論）
- 金子浩久（自動車評論）
- 川井一仁（自動車評論）
- 河口学（自動車評論）
- 川端由美（自動車評論）
- 河村康彦（自動車評論）
- 桂伸一（自動車評論）
- 下野康史（自動車評論）
- 春日美奈子（社会(少年犯罪)評論）
- 神谷和宏（社会批評）
- 川上源太郎（社会評論）
- 茅原華山（社会評論・政治評論）
- 金子隆一 (写真史家)（写真評論・美術評論）
- 亀井鑛（宗教(仏教)評論）
- 川田太三（スポーツ（ゴルフ）評論）
- 川本信正（スポーツ評論）
- 川端要壽（相撲評論）
- 川松真一朗（相撲評論）
- 鍵谷芳勝（政治評論）
- 柿﨑明二（政治評論）
- 加藤清隆（政治評論）
- 金子恵美 (1978年生の政治家)（政治評論）
- 唐島基智三（政治評論）
- 川内康範（政治評論）
- 河崎曽一郎（政治評論）
- 嘉治隆一（政治評論）
- 加藤周一（政治評論・文芸評論）
- 角本良平（鉄道評論）
- 川島令三（鉄道評論・鉄道アナリスト）
- 春日太一（テレビ評論）
- 陰里鉄郎（美術評論）
- 笠原美智子（美術評論）
- 柏木博（美術評論）
- 勝見勝（美術評論）
- 勝見充男（美術評論）
- 加藤薫 (美術)（美術評論）
- 金澤一志（美術評論）
- 金丸重嶺（美術評論）
- 亀井武（美術評論）
- 嘉門安雄（美術評論）
- 河北倫明（美術評論）
- 川路柳虹（美術評論）
- 川端康成（美術評論）
- 川又一英（美術評論）
- 河村錠一郎（美術評論）
- 神原泰（美術評論）
- 勝見洋一（美術評論・オーディオ評論・料理評論）
- 門茂男（プロレス評論）
- 加藤弘一（文芸評論）
- 柄谷行人（文芸評論）
- 鹿島茂（文芸評論）
- 垣花秀武（文明評論）
- 柏井園（文明評論）
- 勝海舟（文明評論）
- 金山宣夫（文明評論）
- 影山貴彦（放送・メディア評論）
- 梶井純（漫画評論）
- 紙屋高雪（漫画評論）
- 鏡明（漫画評論・SF評論）
- 各務三郎（ミステリ評論）
- 風間一輝（ミステリ評論）
- 香山二三郎（ミステリ評論）
- 狩野敏也（料理評論）
- 加来耕三（歴史評論）
- 金谷俊一郎（歴史評論）
- 河合敦（歴史評論）
- 川口素生（歴史評論）
- 河田宏（歴史評論）

き
- 北影雄幸（歴史評論）
- 北澤憲昭（美術評論）
- 橘田いずみ（食文化(餃子)評論）
- 木村佳子（経済評論・株式評論）
- 木内信胤（経済評論）
- 木村奈保子（映画評論）
- 久徳重盛（医事評論）
- 木元教子（エネルギー政策評論）
- 京須偕充（演芸評論）
- 北村紗衣（演劇評論）
- 木下順二（演劇評論）
- 北岡伸一（外交評論）
- 清沢洌（外交評論）
- 北浜流一郎（株式評論）
- 清浦雷作（環境問題評論）
- 菊池雅之（軍事評論）
- 北村淳 (軍事評論家)（軍事評論）
- 木俣滋郎（軍事評論）
- 肝付兼行（軍事評論）
- 清谷信一（軍事評論）
- 菊池英博 (経済学者)（経済評論）
- 木村禧八郎（経済評論）
- 木村剛（経済評論）
- 木津川計（芸能評論・演芸評論）
- 北沢洋子（国際問題評論）
- 木原武一（思想評論）
- 北昤吉（思想評論）
- 木下隆之（自動車評論）
- 木野龍逸（自動車評論）
- 金美齢（社会批評家、コメンテーター）
- 北沢清（スポーツ評論）
- 菊池久（政治評論）
- 木舎幾三郎（政治評論）
- 木下厚（政治評論）
- 聴濤弘（政治評論）
- 木村隆志（テレビ評論）
- 木島俊介（美術評論）
- 北嶋廣敏（美術評論）
- 北野邦雄（美術評論）
- 木下杢太郎（美術評論）
- 木村立哉（美術評論）
- 紀淑雄（美術評論）
- 金栄泰（舞踏評論）
- 菊池孝（プロレス評論）
- 北村順次郎（文化批評）
- 北村浩史（文化批評）
- 切通理作（文芸批評）
- 紀田順一郎（文芸評論・メディア評論）
- 木村尚三郎（文明評論）
- 菊地浅次郎（漫画評論）
- 稀見理都（漫画評論）
- 北島秀一（食文化(ラーメン)評論）
- 岸朝子（料理評論）
- 桐野作人（歴史評論）
- 木本至（歴史評論・文化批評）

く
- 工藤佳治（食文化(中国茶)評論)
- 久保和功（競馬評論）
- 栗山求（競馬評論）
- 栗本慎一郎（政治評論、経済評論）
- アンドリー・グレンコ（政治評論・外交評論）
- ベンジャミン・クリッツァー（文芸評論・映画評論）
- 九龍ジョー（演芸評論）
- 草柳俊一（演芸評論）
- くまざわあかね（演芸評論）
- 草葉達也（演劇評論）
- 楠山正雄（演劇評論）
- 倉橋健（演劇評論）
- 郡司正勝（演劇評論）
- 窪田登司（オーディオ評論）
- 郡司勇（温泉評論）
- 日下実男（科学評論）
- 久保田万太郎（歌舞伎評論）
- 黒岩泰（株式評論）
- 黒井文太郎（軍事評論）
- 楠木新（経営評論）
- 国頭義正（経営評論）
- 倉本初夫（経営評論）
- 國定浩一（経済評論）
- 倉沢良一（経済評論）
- 紅林茂夫（経済評論）
- 日下公人（経済評論）
- 工藤元司郎（競輪評論）
- 久保千代志（競輪評論）
- 倉田保雄（国際問題評論）
- 草柳大蔵（時事世相評論・美術評論）
- 黒川創（思想評論）
- 久野収（思想評論）
- 日下部保雄（自動車評論）
- 九島辰也（自動車評論）
- 工藤貴宏（自動車評論）
- 国沢光宏（自動車評論）
- 熊倉重春（自動車評論）
- 黒澤元治（自動車評論）
- 来栖けい（食文化(飲食店)評論）
- 郡司信夫（スポーツ(ボクシング)評論）
- 陸羯南（政治評論）
- 楠田實（政治評論）
- 国正武重（政治評論）
- 久米晃（政治評論）
- 倉山満（政治評論）
- 陸井三郎（政治評論）
- 窪園千枝子（性評論）
- 久保田博（鉄道評論）
- 蔵琢也（動物評論）
- 久我なつみ（美術評論）
- 楠本亜紀（美術評論）
- 朽木ゆり子（美術評論）
- 窪島誠一郎（美術評論）
- 久保貞次郎（美術評論）
- 倉石信乃（美術評論）
- 倉林靖（美術評論）
- 栗田勇（美術評論）
- 暮沢剛巳（美術評論）
- 黒江光彦（美術評論）
- 黒田鵬心（美術評論）
- 桑原甲子雄（美術評論）
- 桑原住雄（美術評論）
- 桑原羊次郎（美術評論）
- 蔵屋美香（美術評論）
- 黒瀬陽平（美術評論・アニメ評論）
- 鯨岡阿美子（服飾評論）
- 熊篠慶彦（文化批評）
- 厨川白村（文芸評論）
- 桑原武夫（文明評論）
- 桑名淳二（放送・メディア評論）
- 呉智英（漫画評論）
- 草森紳一（漫画評論・広告評論）
- 楠戸義昭（歴史評論）
- 熊谷直（歴史評論・軍事評論）
- 熊谷光久（歴史評論・軍事評論）

け
- 拳骨拓史（歴史評論・軍事評論）
- 劇画狼（漫画評論）
- 競輪小僧（競輪評論）

こ
- 後藤和智（社会問題評論）
- 小鷹信光（ミステリ評論・ハードボイルド評論）
- デーモン小暮閣下（相撲評論）
- 小坂巖 (競馬評論）
- 小島太 (競馬評論）
- 小林弘明 (競馬評論）
- 小牧隆之 (競馬評論）
- 呉智英（漫画評論）
- ポーリン・ケイル（映画評論）
- 小森和子（映画評論）
- 小谷真理（SF評論）
- 越村勲（アニメ評論）
- 五味洋子（アニメ評論）
- 神津友好（演芸評論）
- 小菅一夫（演芸評論）
- 小林信彦（演芸評論）
- 今野徹（演芸評論）
- 小島貞二（演芸評論・相撲評論・プロレス評論）
- 小池章太郎（演劇評論）
- 小苅米晛（演劇評論）
- 小堀純（演劇評論）
- 小宮豊隆（演劇評論）
- 幸堂得知（演劇評論）
- 小藤田千栄子（演劇評論）
- 権藤芳一（演劇評論・芸能評論）
- 小山觀翁（演劇評論・芸能評論・演芸評論）
- 小森収（演劇評論・ミステリ評論）
- 五味康祐（オーディオ評論）
- 小林裕彦（温泉評論）
- 小池政行（外交評論）
- 高坂正堯（外交評論）
- 小林一郎 (建築評論家)（技術評論）
- 小城正（軍事評論）
- 小泉悠（軍事評論）
- 小西誠（軍事評論）
- 小峯隆生（軍事評論）
- 近藤重克（軍事評論）
- 小林薫 (評論家)（経営評論)
- 後藤譽之助（経済評論）
- 小宮一慶（経済評論）
- 香西泰（経済評論）
- 高信太郎（芸能評論）
- 小池和博（競輪評論）
- 小門洋一（競輪評論）
- 後閑信一（競輪評論）
- 後閑百合亜（競輪評論）
- 児島一彌（競輪評論）
- 木庭賢也（競輪評論）
- 小橋正義（競輪評論）
- 小林正治（競輪評論）
- 小林宏之 (パイロット)（航空評論）
- 古森義久（国際問題評論）
- 小阪修平（思想評論）
- 高斎正（自動車評論）
- 古我信生（自動車評論）
- 小谷洋之（自動車評論）
- 小林彰太郎（自動車評論）
- 小鮒康一（自動車評論）
- 五味康隆（自動車評論）
- 菰田潔（自動車評論）
- 小室直樹（社会・文化批評、社会・政治・国際問題評論、論客）
- 神津陽（社会評論）
- 小中陽太郎（社会評論）
- 小林良正（社会評論）
- 今柊二（食文化(定食)評論）
- ジョー小泉（スポーツ(ボクシング)評論）
- セレス小林（スポーツ(ボクシング)評論）
- 小坂秀二（相撲評論）
- 兒玉菜生（政治評論）
- 小林よしのり（政治評論）
- 小室豊允（政治評論）
- 小泉すみれ (コラムニスト)（テレビ評論）
- 小玉美意子（テレビ評論）
- 児島喜久雄（美術評論）
- 小谷民菜（美術評論）
- 木幡和枝（美術評論）
- 小林秀雄 (批評家)（美術評論）
- 近藤孝太郎（美術評論）
- 小沼純一（美術評論・舞踏評論）
- 粉川哲夫（文化批評、社会批評、メディア・映画・政治等評論・思想評論）
- 今日出海（文芸評論)
- 小島千加子（文芸評論)
- 小堀甚二（文芸評論)
- 小松清（文芸評論)
- 小林秀雄（文芸評論）
- 権藤晋（漫画評論）
- 権田萬治（ミステリ評論）
- 児島襄（歴史評論）
- 小路田泰直（歴史評論）
- 小林一博 (出版評論家)

## さ行
さ
- 斎藤良輔 (玩具研究家)
- 佐々木徹 (哲学・美術評論家)
- 堺屋太一（経済評論）
- 佐高信（経済評論）
- 斎藤次郎 (教育評論家)
- さやわか（文芸(物語)評論）
- 斎藤緑雨（文芸評論）
- 笹川吉晴（文芸評論）
- 斎藤環
- 酒井信
- さいふうめい
- 斎木伸生
- 三枝佐枝子
- 最首悟
- 最所フミ
- 西条昇
- 斉藤英治
- 斎藤襄治
- 斎藤環
- 斎藤道一
- 斎藤野の人
- 斎藤文男
- 佐伯啓思
- 佐伯隆幸
- 三枝孝榮
- 酒井傳六
- 酒井冬雪
- 酒井信
- 境真良
- 酒井美意子
- 堺三保
- 坂井保之
- 榊原英資
- 坂口孝則
- 坂口拓史
- 坂西志保
- 坂本進一郎
- 坂元雪鳥
- 坂本徳松
- 坂本藤良
- 坂本真琴
- Theかれー王
- 佐木秋夫
- 崎山正毅
- 櫻井孝昌
- 櫻井秀勲
- 櫻田淳
- 佐々木敦
- 佐々木かをり
- 佐々木賢
- 佐々木三味
- 佐々木茂美 (工学者)
- 佐々木隆 (家政学者)
- 佐々木久子
- 佐々木良昭
- 佐々木涼子
- ササキバラ・ゴウ
- 佐相憲一
- 定村忠士
- 佐々淳行
- 佐々弘雄
- 佐渡充高
- 佐藤勝巳
- 佐藤健志
- 佐藤剛史
- 佐藤慎一郎
- 佐藤智恵 (作家)
- 佐藤藤三郎
- 佐藤信衛
- 佐藤信之 (評論家)
- 佐藤晴夫
- 佐藤文明
- 佐藤幹夫 (評論家)
- 里見清一 (医師)
- 佐怒賀三夫
- 佐野洋
- 鯖田豊之
- 左本政治
- 佐山透
- 沢田昭夫
- 沢田謙
- 澤田隆治

し
- 塩崎利雄（競馬評論）
- シズリーナ（アイス評論）
- 霜田明寛（ミスキャンパス評論家）
- 白水胖（ベンチャービジネス評論）
- 辛淑玉（政治評論・社会評論）
- 清水馨八郎（政治評論・都市交通評論）
- 辛坊正記（経済評論・雇用問題評論）
- 上念司（経済評論）
- 渋谷陽一（音楽評論）
- 篠原章（社会評論・音楽評論）
- 絓秀実（文芸評論）
- 清水良典（文芸評論）
- 塩澤幸登
- 塩田潮
- 塩田丸男
- 清水幾太郎
- 清水勲
- 清水潔 (フリーライター)
- 清水勤
- 清水知久
- 清水雅人
- 清水穣
- 篠崎信男
- 篠田次郎
- 篠原三郎
- 篠原正瑛
- 篠原央憲
- 白石凡
- 白石真澄
- 白取春彦
- 白山眞理
- 神一行
- 新名丈夫
- 霜月たかなか
- 謝世輝
- 正慶孝
- 庄司肇
- 城野宏
- 辛淑玉
- 慎泰俊
- 新城和一
- 新戸雅章
- 新藤謙
- 新名丈夫
- JENNA
- 志賀隆生
- 志賀信夫
- 志方俊之
- 色摩力夫
- 重金敦之
- 重太みゆき
- 茂森唯士
- 品川信良
- 品川嘉也
- 芝烝
- 柴田賢一
- 柴谷篤弘
- 柴山哲也
- 渋谷清視
- 芝生瑞和
- 島影盟
- 嶋田謙司
- 島田晋作
- 島田とみ子
- 島中雄三
- 島野功緒
- 志村章子
- 志村史夫
- 下重暁子

す
- 鈴木邦男（政治評論・プロレス評論）
- 杉山誠 (演劇評論家)
- 鈴木一郎 (宗教学者)
- スージー鈴木
- 末永徹
- 末吉竹二郎
- 菅井幸雄
- 菅田正昭
- 菅谷北斗星
- 杉贋阿弥
- 杉靖三郎
- 杉江弘
- 杉田俊介
- 杉原誠四郎
- 杉森孝次郎
- 杉村昌昭
- 杉山満丸
- 鈴木一夫 (評論家)
- 鈴木五郎
- 鈴木史楼
- 鈴木孝夫
- 鈴木武樹
- 鈴木比佐雄
- 鈴木秀子
- 鈴木均 (評論家)
- 鈴木文史朗
- 鈴木由加里
- 薄田太郎
- 鈴村進
- 鈴村裕輔
- SUSURU
- 須田泰成
- 洲之内徹
- 諏訪邦夫

せ
- 瀬戸弘幸（政治評論）
- 芹沢俊介
- 関曠野
- 石平 (評論家)
- 関川夏央
- 関根弘
- 関根文之助
- 勢古浩爾
- 摂津茂和
- 瀬戸川猛資
- 千慶烏子

そ
- 副島隆彦（経済評論・英語教育評論）
- 添田知道
- 袖井林二郎
- 園池公功
- 孫向文
- ソン・ユジュン

## た行
た
- 瀧澤信秋（ホテル評論）
- 宅八郎（オタク評論家）
- 武内伸（ラーメン評論）
- 多田文明 （キャッチセールス評論・悪徳商法評論）
- 種村直樹（鉄道評論・旅行評論）
- 竹岡圭（自動車評論）
- たまさぶろ（バー評論）
- 田矢信二（コンビニ評論）
- 田崎史郎（政治評論）
- 高森明勅（政治評論・歴史評論）
- 田岡俊次（軍事評論）
- 田母神俊雄（軍事評論）
- 田辺義明（中国・航空軍事評論）
- 高萩宏（演劇評論）
- 田中和生（文芸評論）
- 田原総一朗
- 田岡嶺雲
- 田川建三
- 田口憲一
- 田口真堂
- 田久保忠衛
- 高木誠利
- 高倉文紀
- 高桑純夫
- 高嶋雄三郎
- 高杉一郎
- 高杉晋吾
- 高杉弾
- 高瀬広居
- 高瀬善夫
- 高田明和
- 高田明典
- 高田博厚
- 高田文夫
- 高田公理
- 高田勝
- 高取英
- 高萩宏
- 高橋勇夫 (アメリカ文学者)
- 高橋五郎 (翻訳家)
- 高橋さきの
- 高橋卓志
- 高橋展子
- 高橋正則
- 高橋幹夫 (評論家)
- 高橋康雄
- 高橋義孝
- 高橋龍太郎 (精神科医)
- 高平哲郎
- 高村暢児
- 多賀敏行
- 滝崎安之助
- 瀧澤信秋
- 滝沢誠
- 滝村隆一
- 武内伸
- 竹内万里子
- 竹内義和
- 竹垣悟
- 竹熊健太郎
- 武澤秀一
- 竹下節子
- 武田京子 (評論家)
- 武田邦彦
- 武田知弘
- 竹中労
- 竹葉丈
- 武光誠
- 竹村健一
- 竹山道雄
- 田崎真也
- 田沢竜次
- 多田鉄之助
- 多田道太郎
- 立花隆
- 立元幸治
- 立川健二
- 田鶴浜弘
- 巽孝之
- 辰見拓郎
- 伊達政保
- 舘神龍彦
- 立山学
- 田所竹彦
- 田中王堂
- 田中薫 (評論家)
- 田中克己 (詩人)
- 田中重弘
- 田中寿美子
- 田中政治
- 田中孝顕
- 田中忠雄 (評論家)
- 田中雅夫
- 田中真知 (作家)
- 田中優子
- 棚橋昭夫
- 田辺厚子
- 谷川彰英
- 谷川雁
- 谷川徹三
- 谷口祐司
- 種村直樹
- 田之倉稔
- 田伏中子
- 玉井礼一郎
- 玉川信明
- 玉木正之
- 田村西男
- 田矢信二
- 俵萌子
- 俵義文
- 淡徳三郎

ち
- 千坂恭二（政治評論・文芸評論）
- 千葉展正（政治評論・ジェンダー評論）
- 近田春夫（音楽評論）
- 千谷道雄
- 茶本繁正

つ
- 鶴見俊輔（文明評論）
- 鶴羽伸子（文芸評論）
- 塚田幸三
- 塚田亮一
- 津川雅彦
- 津坂治男
- 辻康吾
- 辻秀一
- 辻信一
- 辻雅之
- 辻野久憲
- 辻元よしふみ
- 津田大介
- 蔦森樹
- 土屋守
- 土屋道雄
- 堤尭
- 津野海太郎
- 坪内士行
- 鶴岡法斎

て
- 鄭大均
- 寺島実郎
- 暉峻淑子

と
- 富山和子（環境問題評論）
- 徳吉一己 (競馬評論)
- 豊崎由美 (競馬評論)
- 豊島逸夫（経済評論）
- 外山恒一（教育評論・音楽評論）
- 富岡幸一郎（文芸評論）
- 豊崎由美 (文芸評論)
- 豊島典雄
- 豊田利幸
- 豊田昌継
- 富田英三
- 外山滋比古
- 登張竹風
- 戸張東夫
- 鳥居洋介
- 鳥海高太朗
- 鳥原学
- 戸井田道三
- 戸板康二
- 東畑朝子
- 堂本正樹
- ラリー遠田
- 遠丸立
- 徳岡孝夫
- 徳田耕一
- 徳田博美
- 徳武敏夫
- ドクトル・チエコ
- 利倉幸一
- ビル・トッテン
- 鳥取絹子

## な行
な
- 中森明夫（アイドル評論）
- 奈良巧（扇風機評論）
- 夏目房之介（漫画評論）
- 永田文夫（音楽評論）
- 濤川栄太（教育評論）
- 縄田一男（文芸評論）
- 中村光夫（文芸評論）
- 永井啓夫
- 永井陽之助
- 永野芳宣
- 永岡治
- 永瀬唯
- 永田喜彰
- 永山薫
- 中村慶一郎
- 中井幸一
- 中尾ハジメ
- 中川真昭
- 中川大地
- 中川信夫
- 中川信夫 (評論家)
- 中川比佐子
- 中川右介
- 中島梓
- 中島栄次郎
- 中島紳介
- 中島孝志
- 中島正純
- 中津燎子
- 中冨信夫
- 中野孝次
- 中野順哉
- 中野忠良
- 中野秀人
- 中村仁一
- 中村智子 (評論家)
- 中村博 (児童文学作家)
- 中村福治
- 中村武羅夫
- 中村嘉人
- 中村量空
- 中山忠直
- 中山正和
- 中山幹雄
- 夏石番矢
- 夏村波夫
- 内藤濯
- 内藤いづみ
- 内藤一郎
- 直井武夫
- 長井好弘
- 長坂雅珠香
- 長崎浩
- 長須祥行
- 長戸雅子
- 長野慶太
- 長浜浩明
- 長山靖生
- 名越康文
- 那須国男
- なだいなだ
- 那谷敏郎
- 那田尚史
- 七澤公典
- 生天目昭一
- 鍋倉健悦
- 並河亮
- 並木浩一 (評論家)
- 並木信義
- 成川豊彦
- 成田一徹
- 成田理助
- 南陀楼綾繁
- 難波紘二

に
- 西川勢津子（家事評論）
- 荷宮和子（にみやかずこ）（女子供文化評論）
- 西村幸祐（文化評論・メディア評論・政治評論）
- 西尾幹二（政治評論）
- 西部邁（政治評論）
- 新田ヒカル（経済(マネー)評論・スマホ評論）
- 新田龍（ブラック企業アナリスト）
- 新居格
- 新島繁
- 西義之 (ドイツ文学者)
- 西井一夫
- 西岡力
- 西澤信正
- 西島建男
- 西田善夫
- 西田亮介
- 西舘代志子
- 西村濤蔭
- 西村喜久
- 西來武治
- 二宮清純
- 饒村曜

ね
- 猫組長

の
- 乗越たかお（舞踊評論）
- 野上暁（文学(児童文学)評論）
- 野口久光（映画評論）
- 野口悦男
- 野口卓
- 野口冬人
- 野口悠紀雄
- 野口幸夫
- 能島武文
- 野島博之
- 野末陳平
- 野田正彰
- 野村圭佑 (ナチュラリスト)
- 野村健二
- 野村尚吾
- 野村無名庵
- 法月綸太郎

## は行
は
- 浜村弘一（ゲーム評論）
- 長谷川裕一（特撮評論）
- 早坂茂三（政治評論）
- 林正儀（オーディオ評論）
- 林邦雄 (ファッション評論家)
- 林健太郎 (歴史学者)
- 蓮實重彦（映画評論・文芸評論）
- 蓮田善明（文芸評論）
- 花田清輝（文芸評論）
- 埴谷雄高（文芸評論）
- 板東齢人（文芸評論）
- 花崎皋平
- 花田紀凱
- 濱口和久
- 浜田和幸
- 濱田浩一郎
- 濱野智史
- 浜野卓也
- 浜村米蔵
- 林達夫
- 林道義
- 林雄介
- 林裕
- 芳賀檀
- 萩野貞樹
- 萩野弘巳
- 萩原裕雄
- 土師政雄
- 橋川文三
- 橋爪檳榔子
- 橋本治
- 長谷川才次
- 長谷川如是閑
- 長谷川三千子
- 長谷川裕一
- 畑耕一郎
- 波多野乾一
- 服部英二
- 服部一敏
- 華房良輔
- 馬場辰猪
- 馬場雅夫
- 早川光
- 早房長治
- 原奎一郎
- 原晋
- 原子林二郎
- 原田伊織
- 原田奈翁雄
- J・B・ハリス
- 播磨政勝
- 半藤一利
- 坂東眞理子

ひ
- ひろさちや（宗教評論）
- 広松由希子（絵本評論）
- 兵頭二十八（軍事評論）
- 兵本達吉（政治評論）
- 橋本邦治 (競馬評論)
- 長谷川仁志 (競馬評論)
- 浜田光正 (競馬評論)
- 原昌久 (競馬評論)
- 原良馬 (競馬評論)
- 播磨政勝 (競馬評論)
- ピーコ（服飾評論）
- 秀島一生（航空評論(民間航空)）
- 広岡友紀（航空・鉄道評論）
- 平野謙（文芸評論）
- 平井潔
- 平井玄
- 平井信義
- 平尾圭吾
- 平岡正明
- 平木収
- 平田厚
- 平塚らいてう
- 広池秋子
- 広岡守穂
- 広末保
- 広瀬和生
- 東理夫
- 氷川竜介
- 疋田寛吉
- 疋田文明
- 樋口恵子
- 樋口裕一
- 彦坂諦
- 彦山光三
- 土方正巳
- 土方美雄
- 日高常博
- 兵頭正俊
- 肥留間正明

ふ
- 古家正亨（K-POP評論）
- 古川清蔵 (競馬評論)
- 古谷剛彦 (競馬評論)
- 不動たたみ（不動産投資評論）
- 布施英利（美術評論）
- 藤沢久美（経済評論）
- 藤田直哉（文芸評論・SF作品評論）
- 双葉十三郎（映画評論）
- 福田和也（文芸評論）
- 福田恆存（文芸評論）
- 深作光貞
- 深沢真太郎
- 吹浦忠正
- 福井研介
- 福井健太
- 福沢恵子
- 福澤諭吉
- 福島辰夫
- 福島要一
- 福嶋亮大
- 福永正明
- 福西英三
- 福水ケビン
- 藤井厳喜
- 藤井宗哲
- 藤井康男
- 藤浦敦
- 藤岡信勝
- 藤倉修一
- 藤崎康夫
- 藤沢晃治
- 藤島宇内
- 藤島泰輔
- 藤田聡
- 藤田省三 (思想史家)
- 藤田忠 (評論家)
- 藤田圭雄
- 藤田晴子
- 藤田洋
- 藤田三男
- 藤田義郎
- 冨士谷あつ子
- 藤津亮太
- 藤永茂
- 藤野邦夫
- 伏見憲明
- 藤本義一 (作家)
- 藤森照信
- 藤原新也
- 藤原肇 (評論家)
- 藤原弘達
- 二上洋一
- 船瀬俊介
- 文沢隆一
- フランコ酒井
- ベリッシモ・フランチェスコ
- 古市憲寿
- 古谷経衡
- 古谷綱正

へ
- サンドラ・ヘフェリン
- ペマ・ギャルポ
- イザヤ・ベンダサン

ほ
- 星野祐毅（家電(扇風機)評論）
- 細川茂樹（家電評論）
- 細江純子 (競馬評論)
- 細川隆一郎（政治評論）
- ホーン川嶋瑶子
- 保阪正康
- 星香典
- 細谷実
- ポール・ボネ
- 堀秀彦
- 堀洋
- 堀幸雄
- 堀江貴文
- 堀場清子
- 彭飛
- 本郷美則
- 本澤麻古人
- 本城靖久
- 本多顕彰
- 本田榮二
- 本田透
- 本間信治
- 本間ひろむ
- 本谷亜紀

## ま行
ま
- 松岡和子（演劇評論）
- 松橋忠光（警察評論）
- 丸山照雄（宗教評論）
- MASAKI世界一周（旅行評論）
- 増田悦佐（文明評論）
- 増田俊男（時事評論）
- 松沢俊夫 (競馬評論)
- 松本憲二 (競馬評論)
- 松田浩次（音楽(ゲーム音楽)評論）
- 松田政男（映画評論）
- 前田有一（映画評論）
- 町山智浩（映画評論）
- 町口哲生（文芸評論・サブカルチャー評論）
- 前田愛（文芸評論）
- 前坂俊之
- 前田菊子
- 前田速夫
- 前野重雄
- 巻正平
- 牧瀬恒二
- 牧野和春
- 牧野剛
- 幕内秀夫
- マグナム北斗
- 正高信男
- 益子政史
- 増田玲
- 松井今朝子
- 松浦総三
- 松尾弌之
- 松尾邦之助
- 松尾羊一
- 松尾龍之介
- 松岡洋子 (評論家)
- 松崎哲久
- 松澤喜好
- 松沢呉一
- 松田忠徳
- 松田ふみ子
- 松田道雄
- 松田美夜子
- 松谷浩尚
- 松永伍一
- 松原聡
- 松原惇子
- 松原正
- 松原久子
- 松原隆一郎
- 松丸志摩三
- 松本市壽
- 松本健一
- 松本亮
- 松山巖
- 黛哲郎
- 丸岡秀子
- 丸田一
- 丸々もとお
- 丸山邦男
- 丸山タケシ
- 丸山尚一
- 町沢静夫
- 町永俊雄

み
- 南静（服飾評論）
- 丸々もとお（夜景評論）
- 水上学 (競馬評論)
- 三宅誠 (競馬評論)
- 丸山眞男（政治評論）
- 三宅久之（政治評論）
- 三橋一夫（音楽評論）
- 水野晴郎（映画評論）
- 三浦展
- 三浦小太郎
- 三浦隆夫
- 三浦銕太郎
- 三上治
- 三上慶子
- 三上昇
- 三木竹二
- 三木直子
- 御厨貴
- 三島霜川
- 三島通陽
- 三島由紀夫
- 水落潔
- 水島朝穂
- 水田文雄
- 水野肇
- 水間政憲
- 三田純市
- 御田寺圭
- 三井甲之
- 宮崎哲弥
- 宮台真司
- 三井マリ子
- 水月昭道
- 光田由里
- 南静
- 峯島正行
- 三原淳雄
- 宮岸泰治
- 三宅周太郎
- 三宅雪嶺
- 三宅艶子
- 三宅久之
- 宮崎伸治
- 宮崎哲弥
- 宮崎正弘
- 宮崎学
- 宮里立士
- 宮下隆二
- 宮島理
- 宮台真司
- 宮本光晴
- 宮本百合子
- 三好基晴

む
- 村山らむね（通販評論）
- 村上清 (年金評論家)
- 椋木宏 (競馬評論)
- 棟広良隆 (競馬評論)
- 向井爽也
- 武藤光朗
- むのたけじ
- 村井紀
- 村井健
- 邑井操
- 村岡到
- 村上兵衛
- 村上正泰
- 村上益子
- 村上泰亮
- 村崎百郎
- 村島健一
- 村田宏雄
- 村松剛
- 村山士郎
- 村山ひとし
- 村山リウ
- 室謙二
- 室伏哲郎
- 室伏高信

め
- 目黒考二 (競馬評論)

も
- 本橋信宏（サブカルチャー評論）
- 森清 (町工場評論家)
- 森本哲郎（文明評論）
- 森永卓郎（経済評論・経済アナリスト）
- 森一夫（教育評論）
- 森口朗（教育評論）
- 望月百合子
- 茂木弘道
- 茂木幹弘
- 本山桂川
- 桃井真
- 森省二
- 森清勇
- 森卓也
- 森秀男
- 森秀人
- 森炎
- 森正人 (地理学者)
- 森豊 (ジャーナリスト)
- 森枝卓士
- 森須滋郎
- 森田浩一郎
- 守田有秋
- 森田豊
- 森村稔
- 森本敏
- 森本忠夫
- 森本良男
- 守屋淳
- 師岡孝次

## や行
や
- 八木秀次（政治評論）
- 安広欣記（政治評論）
- 山口節生（政治評論・経済評論）
- 矢尾板貞雄 (競馬評論)
- 安田富男 (競馬評論)
- 安田康彦 (競馬評論)
- 谷中公一 (競馬評論)
- 矢野吉彦 (競馬評論)
- 山田一雄 (競馬評論家)
- 大和優雅 (競馬評論)
- 山野浩一 (競馬評論)
- 山本一生 (競馬評論)
- 山本尊 (競馬評論)
- 安久鉄兵（料理評論）
- 柳父章（文化評論）
- 山崎元（経済評論）
- 山本忠篤（教育評論）
- 柳下毅一郎（映画評論）
- 保田與重郎（文芸評論）
- 矢島翠
- 安井豊作
- 安岡定子
- 保田武宏
- 安成貞雄
- 安原顯
- 安広欣記
- 柳田邦男
- 柳内達雄
- 柳宗民
- 柳沢由実子
- 矢野誠一
- 矢野利裕
- 矢野宏 (評論家)
- 矢萩邦彦
- 矢部貞治
- 山内志朗
- 山内昌之
- 山岡清二
- 山上直子
- 山川菊栄
- 山川賢一
- 山川静夫
- 山岸外史
- 山口孤剣
- 山口昌子 (ジャーナリスト)
- 山口裕一
- 山口揚平
- 山崎功
- 山崎清 (歯科医)
- 山崎淳
- 山崎哲
- 山崎正和
- 山崎安雄
- 山路愛山
- 山路健
- 山下壱平
- 山下悦子
- 山下勝利
- 山下景子
- 山科三郎
- 山田一郎 (評論家)
- 山田国広 (共産党員)
- 山田耕嗣
- 山田五郎
- 山田庄一
- 山田隆 (プロレス記者)
- 山田宗睦
- 山田わか
- 山名正太郎
- 山中恒
- 山野博大
- 山村房次
- 山本七平
- 山本進
- 山本想太郎
- 山本貴光
- 山本哲士
- 山本直人 (評論家)
- 山本博 (弁護士)
- 山本弘 (作家)
- 山本浩
- 山本益博
- 山本隆三
- 鑓田研一
- 八幡和郎

ゆ
- 湯浅誠 (中国評論家)
- 唯野奈津実（音楽(カラオケ)評論）
- 湯川れい子（音楽評論）
- 結城摂子
- 由紀草一
- 結城雅秀
- ゆうむはじめ
- 湯川豊

よ
- 横井庄一（耐乏生活評論・生活評論）
- 米澤嘉博（漫画評論）
- 吉岡牧子 (競馬評論)
- 吉沢譲治 (競馬評論)
- 吉沢宗一  (競馬評論)
- よしだみほ  (競馬評論)
- 吉田秀和（音楽評論）
- 淀川長治（映画評論）
- 吉田和明（文芸評論）
- 吉田豪（文芸評論）
- 吉本隆明（文芸評論）
- 葉千栄
- 養老孟司
- 横井忠夫
- 横江文憲
- 横川潤
- 横田庄一郎
- 横田濱夫
- 横谷輝
- 横森周信
- 横山健堂
- 横山三四郎
- 与謝野道子
- 吉岡友治
- 吉川潮
- 吉沢久子
- 吉田健正
- 吉田新一郎
- 吉田留三郎
- 吉田司雄
- 吉田康彦
- 吉田八岑
- 吉武輝子
- 吉留路樹
- 米川伸生
- 米沢慧
- 米山公啓

## ら行
り
- 領家華子 (競馬詳論)
- 林建良

ろ
- 蝋山芳郎

## わ行
- 渡部昇一（政治評論・文明評論）
- 渡辺真由子（メディア評論）
- 渡辺格 (動物評論家)
- 渡辺正人 (競馬)
- 渡邉哲也（経済評論）
- 和田秀樹（教育評論）
- 若一光司
- 若林史江
- 若宮清
- 和角仁
- 和田重正
- 和田好子
- 渡辺一衛
- 渡辺一雄 (作家)
- 渡辺京二
- 渡辺茂雄
- 渡辺保
- 渡辺康麿